# Thitipat Ekarunpong
Thitipat Ekarunpong (thailändisch ฐิติภัส เอกอรัญพงศ์; * 5. Januar 2005), auch als Bas bekannt, ist ein thailändischer Fußballspieler.

## Karriere
Thitipat Ekarunpong erlernte das Fußballspielen in der Jugendmannschaft von BG Pathum United FC. Hier unterschrieb er zu Beginn der Saison 2023/24 auch seinen ersten Profivertrag. Die Mannschaft aus Pathum Thani spielt in der ersten Liga. Sein Erstligadebüt gab Thitipat Ekarunpong am 25. September 2023 (1. Spieltag) im Auswärtsspiel gegen Bangkok United. Bei der 2:0-Niederlage wurde er in der 76. Minute für den verletzten Chanathip Songkrasin eingewechselt. Im Januar 2024 wechselte er auf Leihbasis zum singapurischen Erstligisten Tampines Rovers. Nach einem Ligaspiel kehrte er im Dezember 2024 zu BG zurück. Am 20. Januar 2025 verließ er BG in Richtung Japan. Hier wurde er bis Ende Juni 2025 an den Viertligisten FC Tiamo Hirakata ausgeliehen. Für den Verein aus Hirakata kam er in der Liga jedoch nicht zum Einsatz. Nach der Ausleihe kehrte er Anfang Juli nach Thailand zurück. Hier wechselte er Ende Juli 2025 ebenfalls auf Leihbasis zum Erstligaabsteiger Nakhon Pathom United FC.